# Episodi di Death Valley Days (sedicesima stagione)
La sedisesima stagione della serie televisiva Death Valley Days è stata trasmessa in anteprima negli Stati Uniti d'America in syndication tra il 7 ottobre 1967 e il 17 maggio 1968.
| nº | Titolo originale                | Titolo italiano | Prima TV USA     | Prima TV Italia |
| -- | ------------------------------- | --------------- | ---------------- | --------------- |
| 1  | Shanghai Kelly's Birthday Party |                 | 7 ottobre 1967   |                 |
| 2  | Chicken Bill                    |                 | 14 ottobre 1967  |                 |
| 3  | Let My People Go                |                 | 21 ottobre 1967  |                 |
| 4  | The Lone Grave                  |                 | 28 ottobre 1967  |                 |
| 5  | The Girl Who Walked the West    |                 | 4 novembre 1967  |                 |
| 6  | The Informer Who Cried          |                 | 11 novembre 1967 |                 |
| 7  | Spring Rendezvous               |                 | 18 novembre 1967 |                 |
| 8  | Lost Sheep in Trinidad          |                 | 30 dicembre 1967 |                 |
| 9  | The Saga of Sadie Orchard       |                 | 13 gennaio 1968  |                 |
| 10 | The Indiana Girl                |                 | 20 gennaio 1968  |                 |
| 11 | Prince of the Oyster Pirates    |                 | 28 gennaio 1968  |                 |
| 12 | The Friend                      |                 | 17 febbraio 1968 |                 |
| 13 | The Great Diamond Mines         |                 | 23 febbraio 1968 |                 |
| 14 | Count Me In, Count Me Out       |                 | 24 febbraio 1968 |                 |
| 15 | Dress for a Desert Girl         |                 | 1º marzo 1968    |                 |
| 16 | Britta Goes Home                |                 | 2 marzo 1968     |                 |
| 17 | Bread on the Desert             |                 | 2 marzo 1968     |                 |
| 18 | Green Is the Color of Gold      |                 | 6 marzo 1968     |                 |
| 19 | Out of the Valley of Death      |                 | 7 marzo 1968     |                 |
| 20 | The Gold Mine on Main Street    |                 | 15 marzo 1968    |                 |
| 21 | A Friend Indeed                 |                 | 5 aprile 1968    |                 |
| 22 | The Thirty-Caliber Town         |                 | 12 aprile 1968   |                 |
| 23 | The Other Side of the Mountain  |                 | 13 aprile 1968   |                 |
| 24 | By the Book                     |                 | 10 maggio 1968   |                 |
| 25 | The Pieces of the Puzzle        |                 | 11 maggio 1968   |                 |
| 26 | Tall Heart, Short Temper        |                 | 17 maggio 1968   |                 |